# Dorothy Gibson
 Der er for få eller ingen kildehenvisninger i denne artikel, hvilket er et problem. Du kan hjælpe ved at angive troværdige kilder til de påstande, som fremføres i artiklen.

Dorothy Gibson (17. maj 1889 – 17. februar 1946) var en amerikansk stumfilmsskuespiller. Hun var passager på Titanic.
Få måneder efter Titanics forlis indspillede hun filmen Saved From the Titanic.